# Wangari Maathai
Wangari Maathai (Ihithe, Kenija, 1. travnja 1940. – Nairobi, 25. rujna 2011.) bila je kenijska aktivistica, dobitnica Nobelove nagrade za mir 2004. godine.

## Obrazovanje
Maathai je bila pripadnica Kikuyu naroda. Osnovnu i srednju školu završila je u Keniji. Studirala je u SAD-u i Njemačkoj i diplomirala biologiju. Vratila se u Nairobi, glavni grad Kenije. Postala je prva žena doktor znanosti u istočnoj Africi (iz veterinarske medicine). Bila je profesorica veterinarske anatomije na Sveučilištu u Nairobiju i kasnije dekanica svoga fakulteta. Godine 2002., sudjelovala je u projektu Sveučilišta Yale.

## Aktivizam
Maathai je osnovala nevladinu ekološku udrugu „Green Belt Movement“ 1977. godine. Radom udruge, posađeno je više od 30 milijuna stabala u Keniji, radi prevencije erozije tla, a Maathai je dobila nadimak „žena stablo“.
Bila je na čelu Nacionalnog koncila žena Kenije. Njezin suprug, kenijski političar Mwangi Mathai, razveo se od nje s obrazloženjem da je prepametna za ženu te da je ne može kontrolirati. Wangari se pobunila protiv odluke suda o rastavi te je završila u zatvoru. Sud je tražio da više ne koristi muževo prezime. Ona je tada dodala u prezime još jedno „a“.
Tijekom režima predsjednika Daniela Arapa Moia, više puta bila je u zatvoru, zbog zahtjeva za višestranačkim izborima i zbog prosvjedovanja protiv političke korupcije. Spriječila je nelegalnu gradnju u Uhuru parku u Nairobiju.
Kandidirala se za predsjednicu Kenije 1997. godine, ali je njena kandidatura odbijena. No 2002. je godine izabrana u parlament. Postala je pomoćnica ministra za okoliš, prirodne izvore i divljinu. Osnovala je svoju političku stranku 2003. godine. Izabrana je za prvu predsjednicu Vijeća za ekonomiju, društvo i kulturu unutar Afričke Unije, 2005. godine.
Maathai je bila jedna od osam osoba koje su nosile olimpijsku zastavu na ceromoniji otvaranja Zimskih Olimpijskih igara u Torinu 2006. Te je godine dobila i počasni doktorat na američkom Sveučilištu Connecticut. Također je bila domaćin svjetske konferencije mladih ekologa u Nairobiju, 2007. godine.
Godine 2011. preminula je od raka jajnika. Njezina je kćer, Wanjira Mathai, također ekološka aktivistica.

## Nobelova nagrada
Wangari Maathai je dobila Nobelovu nagradu za mir 2004., za doprinos održivom razvoju demokraciji i miru. Prva je žena iz Afrike koja je dobila Nobelovu nagradu.

## Vanjske poveznice
- The Green Belt Movement (engl.)